# Óscar Gutiérrez Camacho
Óscar Eugenio Gutiérrez Camacho (14 de diciembre de 1973) es un político mexicano, integrante del partido Movimiento Regeneración Nacional (Morena). Es diputado federal a partir de 2020 y reelegido para el periodo de 2021 a 2024.

## Biografía
Es licenciado en Administración de Empresas egresado del Instituto Tecnológico y de Estudios Superiores de Monterrey.
Ha realizado su carrera política como colaborador de Mario Delgado Carrillo. Cuando Delgado era secretario de Finanzas del entonces Distrito Federal, fue su asesor de 2009 a 2010; cuando pasó al cargo de secretario de Educación —ambos cargos en el gobierno de Marcelo Ebrard— Gutiérrez Camacho como su secretario particular adjunto de 2011 a 2012; y al ser elegido Senador por el Distrito Federal para el periodo de 2012 a 2018, lo siguió al senado como su secretario particular en el mismo periodo.
En 2018 Mario Delgado fue postulado y elegido diputado federal por el Distrito 13 de la Ciudad de México a la LXIV Legislatura y Óscar Gutiérrez Camacho fue elegido entonces como su diputado suplente. Mario Delgado solicitó y recibió licencia como diputado el 5 de noviembre de 2020 para ser candidato a presidente nacional de Morena, y el mismo día Gutiérrez Camacho rindió protesta como diputado propietario. Ocupó en la LXIV Legislatura los cargos de secretario de las comisiones de Hacienda y Crédito Público; de Protección Civil y Prevención de Desastres; y, de Puntos Constitucionales; así como integrante de las de Juventud y Diversidad Sexual; y, de Presupuesto y Cuenta Pública.
En 2021 fue postulado candidato a la reelección como diputado federal por el mismo distrito pero ahora como propietario, resultando elegido en el proceso electoral de dicho año para la LXV Legislatura en la que se ha desempeñado, en diferentes periodos, como secretario de las comisiones de Comunicaciones y Transportes; de Diversidad; de Economía, Comercio y Competitividad; y, de Movilidad; y como integrante de las de Cultura y Cinematografía; de Presupuesto y Cuenta Pública; de Asuntos Migratorios; de Cambio Climático y Sostenibilidad; de Desarrollo y Conservación Rural, Agrícola y Autosuficiencia Alimentaria; de Igualdad de Género; de Protección Civil y Prevención de Desastres; de Radio y Televisión; de Transparencia y Anticorrupción; de Turismo; y, de Vigilancia de la Auditoría Superior de la Federación.